# Pyrausta stigmatalis
Pyrausta stigmatalis là một loài bướm đêm trong họ Crambidae.